# Boroda expatria
Boroda expatria е вид бодлоперка от семейство Eleotridae. Видът е уязвим и сериозно застрашен от изчезване.

## Разпространение
Разпространен е във Филипини.